# Ley de suspensión de pagos de 1861 de México

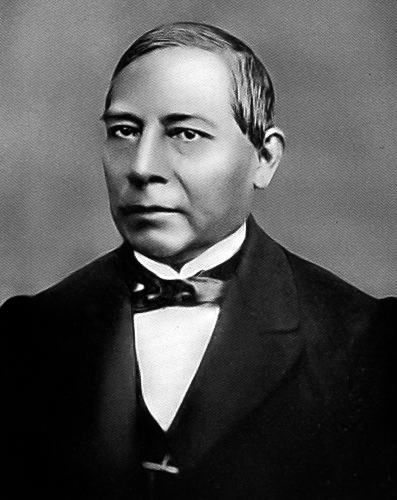
Benito Pablo Juárez García, Presidente de México

La Ley de suspensión de pagos de 1861 de México fue promulgada el 17 de julio de 1861 en el Palacio Nacional por Benito Juárez, por entonces presidente constitucional de México. El derecho estableció la suspensión de pagos de la deuda mexicana. Este decreto, además de otras razones políticas, económicas y militares, fue una de las razones que propiciaron la segunda intervención francesa en México.

## Antecedentes
Desde los inicios de México como una nación, la deuda externa fue parte fundamental de la economía nacional. Ya sea para solventar los distintos egresos del gobierno (hay que recordar que Iturbide y sus sucesores no implementaron una base tributaria amplia) o para pagar las deudas anteriormente suscritas, la deuda externa fue el principal medio del gobierno para obtener recursos. Dada la alta volatilidad del gobierno mexicano, Juárez fue el 26° presidente de una nación que tenía menos de 37 años de independencia cuando tomó posesión, los intereses que cobraban las instituciones bancarias eran correspondientemente altos. De la misma manera, durante ese período de la historia mexicana hubo una gran cantidad de conflictos armados que disminuyeron la capacidad económica de la nación. En particular la minería, que había sido el bastión económico durante la época de la colonia, vio reducida su producción considerablemente. Así mismo el comercio quedó afectado después de la independencia mexicana, al no haber intercambio mediante los navíos españoles. En vista de la situación de la nación, el presidente Juárez se vio en la necesidad de aprobar el decreto que anulaba el pago a la deuda externa🇪

## Fundamentación legal
Una suspensión de pagos plantea que el deudor no es capaz de pagar la deuda contraída por falta de liquidez, sin embargo sí tiene activos que le permiten hacer frente a las obligaciones. En general una suspensión de pagos lleva a los interesados a una negociación para reestructurar los pagos sobre la deuda. A diferencia de la quiebra, en donde el deudor está totalmente imposibilitado para pagar, la suspensión de pagos únicamente busca extender el período de pago y no rechaza el compromiso. Es importante recalcar que México buscaba nuevos medios para pagar, no evitar realizar los pagos.

## Contenido de la ley
A lo largo de 16 artículos se detallaron tanto las instrucciones con respecto a los pagos a los acreedores internacionales, como una serie de acciones fiscales que buscaron una mayor recaudación. A continuación se resumen los puntos más relevantes de la Ley de Suspensión de pagos.
1. Por dos años quedan suspendidos los pagos para las convenciones extranjeras y la deuda contraída en Londres.
2. El gobierno de la unión percibirá todo el producto líquido producto de las rentas federales, aduanas, y demás oficinas recaudadoras, deduciendo únicamente los gastos de administración, sin intervención de los gobernadores o autoridad estatal.
3. Se establece una junta hacendaría que tiene como atribuciones:
  1. Liquidar los pagos de las distintas deudas y créditos legítimos contraídos.
  2. Cobrar todos los créditos a favor del erario.
  3. Terminar con todas las cuestiones pendientes con respecto a leyes anteriores
  4. Distribuir los fondos que tiene el erario.
  5. Establecer la parte de la deuda que los estados pagarán
4. Se establecerán impuestos al tabaco y se aumentarán el derecho de alcabala y contrarregistro.
5. Se reforman las oficinas del gobierno, reduciendo sueldos y puestos como sea conveniente.